# Paola Cantalupo
Paola Cantalupo (Genova, 1º novembre 1958) è una ballerina italiana.

## Biografia
Paola Cantalupo studia alla Scuola di Ballo del Teatro alla Scala di Milano e debutta nel corpo di ballo scaligero.
Nel 1977 partecipa alla competizione internazionale Prix de Lausanne in Svizzera vincendo la medaglia d’oro.
Nel 1979 partecipa al Primo Concorso Internazionale di Danza (USA) vincendo la medaglia di bronzo. Nello stesso anno viene selezionata da Maurice Béjart per il Balletto del XX secolo.
Dal 1980 al 1983 si esibisce nel Balletto di Amburgo diretto da John Neumeier.
Dal 1984 al 1988 è prima ballerina del Balletto Nazionale del Portogallo.
Nel 1988 entra a far parte del Ballets de Monte-Carlo, rimanendovi fino al 2008.
Nel 1989 viene nominata Étoile da Sua Altezza Reale la Principessa di Hannover.
Ballerina versatile, in carriera ha interpretato i grandi ruoli del repertorio classico tra cui si ricorda Giselle, Il lago dei cigni, La Bayadère, i Balletti Russi (Shéhérazade, L’Uccello di Fuoco, Les Sylphides), e le coreografie di George Balanchine, Antony Tudor, Jiří Kylián, William Forsythe, Roland Petit. A ciò vanno aggiunte le principali creazioni di Jean-Christophe Maillot (Roméo et Juliette, Casse-Noisette-Circus, Cendrillon, La Belle).

## Insegnamento
Ha ottenuto dal Ministero Francese della Cultura il certificato di idoneità per l’incarico di Professore di Danza. Dal 2004 Paola Cantalupo viene regolarmente invitata come professore di danza (2004-2008) o come membro della giuria (1991, 1998, 2004) e, sempre dal 2004, è membro del Comitato Artistico del Prix di Lausanne.
Dal 2009 dirige l’École supérieure de danse de Cannes Rosella Hightower. Nel 2012 le viene affidata anche la direzione del Ciclo Superiore del Centre International de Danse de Marseille e, a seguito di questo doppio mandato, nel 2017 viene creato il Pöle National Supérieur Danse Cannes-Mougins|Marseille.

## Premi
- 1991 Premio Positano Léonide Massine
- 1993 Premio Danza&Danza a Venezia
- 2001 Premio alla Carriera conferito da Danza&Danza[4].